# Coenagriocnemis reuniensis
Coenagriocnemis reuniensis är en trollsländeart som först beskrevs av Fraser 1957.  Coenagriocnemis reuniensis ingår i släktet Coenagriocnemis och familjen dammflicksländor. Inga underarter finns listade i Catalogue of Life.